# Manwell Dimech
Manwel Dimech (La Valeta, 25 de diciembre de 1860-Alejandría, 17 de abril de 1921) fue un escritor, periodista y reformador social maltés cuya actividad se desarrolló durante el dominio británico. Aunque era de origen humilde, por medio de su activismo y su labor periodística promovió la lucha contra la pobreza y el analfabetismo, la formación de un sindicato para los trabajadores de los astilleros y la lucha por la independencia de Malta.
Era considerado peligroso por las autoridades y la Iglesia católica local y fue excomulgado en 1911 por «expresar apoyo a las doctrinas comunistas y abogar por la igualdad de las mujeres». Fue arrestado en 1914 y enviado al exilio el 7 de septiembre de ese año en el buque italiano Stura, lo trasladaron a un campo para prisioneros en Alejandría y permaneció recluido durante el transcurso de la Primera Guerra Mundial. Nunca fue liberado. Murió solitario en cautiverio en Egipto, donde fue enterrado en una tumba sin nombre.